# Low Abbotside
Low Abbotside est une paroisse civile du Yorkshire du Nord, en Angleterre.